# Emilio Orlandini
Emilio Orlandini (Codigoro, 13 ottobre 1910 – Pomezia, 2 settembre 1964) è stato un ufficiale e aviatore italiano, pluridecorato pilota della Regia Aeronautica.
La sua salma riposa presso il Sacrario dell'Aeronautica Militare presso il cimitero del Verano, Roma.